# 200 meter för damer i friidrott vid olympiska sommarspelen 2008
Damernas 200 meter i Olympiska sommarspelen 2008 ägde rum 19-21 augusti i Pekings Nationalstadion.
Kvalificeringsstandarden var 23,00 s (A standard) och 23,20 s (B standard). 

## Medaljörer
| Gren      | Guld                            | Guld  | Silver            | Silver | Brons                  | Brons |
| 200 meter | Veronica Campbell-Brown Jamaica | 21,74 | Allyson Felix USA | 21,93  | Kerron Stewart Jamaica | 22,00 |

## Rekord
Före tävlingarna gällde dessa rekord:
| Världsrekord     | Florence Griffith-Joyner | 21,34 s | Seoul, Sydkorea | 29 september 1988 |
| Olympiskt rekord | Florence Griffith-Joyner | 21,34 s | Seoul, Sydkorea | 29 september 1988 |

## Resultat
- Q innebär avancemang utifrån placering i heatet.
- q innebär avancemang utifrån total placering.
- DNS innebär att personen inte startade.
- DNF innebär att personen inte fullföljde.
- DQ innebär diskvalificering.
- NR innebär nationellt rekord.
- OR innebär olympiskt rekord.
- WR innebär världsrekord.
- WJR innebär världsrekord för juniorer
- AR innebär världsdelsrekord (area record)
- PB innebär personligt rekord.
- SB innebär säsongsbästa.
- w innebär medvind > 2,0 m/s

### Försöksheat
| Placering | Heat | Idrottare                | Land                     | Tid   | Noteringar |
| --------- | ---- | ------------------------ | ------------------------ | ----- | ---------- |
| 1         | 2    | Muna Lee                 | USA                      | 22,71 | Q          |
| 2         | 2    | Muriel Hurtis-Houairi    | Frankrike                | 22,72 | Q          |
| 3         | 2    | Cydonie Mothersill       | Caymanöarna              | 22,76 | Q, SB      |
| 4         | 4    | Roqaya Al-Gassra         | Bahrain                  | 22.81 | Q          |
| 5         | 6    | Natalija Pyhyda          | Ukraina                  | 22.91 | Q, =PB     |
| 6         | 6    | Sherone Simpson          | Jamaica                  | 22.94 | Q          |
| 7         | 4    | Emily Freeman            | Storbritannien           | 22.95 | Q          |
| 8         | 2    | Julija Tjermosjanskaja   | Ryssland                 | 22.98 | Q          |
| 9         | 1    | Allyson Felix            | USA                      | 23.02 | Q          |
| 10        | 4    | Kerron Stewart           | Jamaica                  | 23.03 | Q          |
| 11        | 5    | Veronica Campbell-Brown  | Jamaica                  | 23.04 | Q          |
| 11        | 1    | Susanthika Jayasinghe    | Sri Lanka                | 23.04 | Q          |
| 13        | 5    | Kadiatou Camara          | Mali                     | 23.06 | Q          |
| 14        | 3    | Marshevet Hooker         | USA                      | 23.07 | Q          |
| 15        | 6    | Roxana Díaz              | Kuba                     | 23.09 | Q          |
| 16        | 6    | LaVerne Jones-Ferrette   | Amerikanska Jungfruöarna | 23.12 | Q          |
| 17        | 2    | Ivet Lalova              | Bulgarien                | 23.13 | q, SB      |
| 18        | 1    | Virgil Hodge             | Saint Kitts och Nevis    | 23.14 | Q          |
| 19        | 5    | Natalja Rusakova         | Ryssland                 | 23.21 | Q          |
| 20        | 3    | Debbie Ferguson-McKenzie | Bahamas                  | 23.22 | Q          |
| 21        | 4    | Ionela Târlea            | Rumänien                 | 23.24 | Q          |
| 22        | 1    | Aleksandra Fedoriva      | Ryssland                 | 23.29 | Q          |
| 23        | 3    | Oludamola Osayomi        | Nigeria                  | 23.31 | Q          |
| 24        | 5    | Sheniqua Ferguson        | Bahamas                  | 23.33 | Q          |
| 24        | 4    | Darlenis Obregón         | Colombia                 | 23.33 | q          |
| 26        | 5    | Adrienne Power           | Kanada                   | 23.40 | q          |
| 27        | 6    | Evelyn dos Santos        | Brasilien                | 23.43 | q          |
| 28        | 5    | Vincenza Calì            | Italien                  | 23.44 | q          |
| 28        | 4    | Guzel Chubbijeva         | Uzbekistan               | 23.44 | q          |
| 30        | 6    | Allison George           | Grenada                  | 23.45 | q          |
| 31        | 1    | Inna Eftimova            | Bulgarien                | 23.50 | q          |
| 32        | 3    | Eleni Artymata           | Cypern                   | 23.58 | Q, SB      |
| 33        | 6    | Marta Jeschke            | Polen                    | 23.59 |            |
| 34        | 4    | Jade Bailey              | Barbados                 | 23.62 |            |
| 34        | 3    | Sabina Veit              | Slovenien                | 23.62 |            |
| 36        | 5    | Isabel Le Roux           | Sydafrika                | 23.67 |            |
| 37        | 3    | Gloria Kemasuode         | Nigeria                  | 23.72 |            |
| 38        | 3    | Meritzer Williams        | Saint Kitts och Nevis    | 23.83 |            |
| 39        | 2    | Mariely Sánchez          | Dominikanska republiken  | 24.05 |            |
| 40        | 3    | Fabienne Feraez          | Benin                    | 24.07 |            |
| 40        | 2    | Carol Rodríguez          | Puerto Rico              | 24.07 |            |
| 42        | 1    | Kia Davis                | Liberia                  | 24.31 |            |
| 43        | 4    | Lai Lai Win              | Myanmar                  | 24.37 |            |
| 44        | 1    | Kirsten Nieuwendam       | Surinam                  | 24.46 | NR         |
| 45        | 6    | Gretta Taslakian         | Libanon                  | 25.32 | SB         |
| 46        | 5    | Samia Yusuf Omar         | Somalia                  | 32.16 |            |
| 99        | 1    | Vida Anim                | Ghana                    | DNS   |            |
| 99        | 2    | Kim Gevaert              | Belgien                  | DNS   |            |

### Omgång 2
| Placering | Heat | Idrottare                | Land                     | Tid   | Noteringar |
| --------- | ---- | ------------------------ | ------------------------ | ----- | ---------- |
| 1         | 4    | Sherone Simpson          | Jamaica                  | 22,60 | Q          |
| 2         | 3    | Julija Tjermosjanskaja   | Ryssland                 | 22,63 | Q, PB      |
| 3         | 1    | Veronica Campbell-Brown  | Jamaica                  | 22,64 | Q          |
| 4         | 1    | Allyson Felix            | USA                      | 22.74 | Q          |
| 4         | 3    | Kerron Stewart           | Jamaica                  | 22.74 | Q          |
| 6         | 2    | Roqaya Al-Gassra         | Bahrain                  | 22.76 | Q          |
| 6         | 3    | Marshevet Hooker         | USA                      | 22.76 | Q          |
| 8         | 1    | Debbie Ferguson-McKenzie | Bahamas                  | 22.77 | Q          |
| 9         | 4    | Muna Lee                 | USA                      | 22.83 | Q          |
| 9         | 1    | Cydonie Mothersill       | Caymanöarna              | 22.83 | q          |
| 11        | 2    | Muriel Hurtis-Houairi    | Frankrike                | 22.89 | Q          |
| 12        | 2    | Susanthika Jayasinghe    | Sri Lanka                | 22.94 | Q          |
| 13        | 4    | Emily Freeman            | Storbritannien           | 22.95 | Q          |
| 14        | 2    | Roxana Díaz              | Kuba                     | 22.98 | q          |
| 15        | 3    | Natalija Pyhyda          | Ukraina                  | 23.03 | q          |
| 16        | 2    | Aleksandra Fedoriva      | Ryssland                 | 23.04 | q          |
| 17        | 3    | Kadiatou Camara          | Mali                     | 23.06 |            |
| 18        | 4    | Ivet Lalova              | Bulgarien                | 23.15 |            |
| 19        | 4    | Virgil Hodge             | Saint Kitts och Nevis    | 23.17 |            |
| 20        | 1    | Ionela Târlea            | Rumänien                 | 23.22 |            |
| 21        | 2    | Oludamola Osayomi        | Nigeria                  | 23.27 |            |
| 22        | 4    | Natalja Rusakova         | Ryssland                 | 23.28 |            |
| 23        | 1    | Evelyn dos Santos        | Brasilien                | 23.35 |            |
| 24        | 1    | LaVerne Jones-Ferrette   | Amerikanska Jungfruöarna | 23.37 |            |
| 25        | 2    | Darlenis Obregón         | Colombia                 | 23.40 |            |
| 26        | 2    | Inna Eftimova            | Bulgarien                | 23.48 |            |
| 27        | 3    | Adrienne Power           | Kanada                   | 23.51 |            |
| 28        | 3    | Vincenza Calì            | Italien                  | 23.56 |            |
| 29        | 3    | Sheniqua Ferguson        | Bahamas                  | 23.61 |            |
| 30        | 4    | Eleni Artymata           | Cypern                   | 23.77 |            |
| 31        | 4    | Allison George           | Grenada                  | 23.77 |            |
| 99        | 1    | Guzel Chubbieva          | Uzbekistan               | DNS   |            |

### Semifinaler

#### Semifinal 1
20 augusti 2008 - 21:55 Vind: 0.0 m/s
| Placering | Bana | Idrottare                | Land      | Tid   | Noteringar | Reaktion |
| --------- | ---- | ------------------------ | --------- | ----- | ---------- | -------- |
| 1         | 5    | Veronica Campbell-Brown  | Jamaica   | 22,19 | Q          | 0,187    |
| 2         | 7    | Kerron Stewart           | Jamaica   | 22,29 | Q          | 0,217    |
| 3         | 4    | Muna Lee                 | USA       | 22,29 | Q, PB      | 0,186    |
| 4         | 9    | Debbie Ferguson-McKenzie | Bahamas   | 22.51 | Q          | 0.165    |
| 5         | 6    | Julija Tjermosjanskaja   | Ryssland  | 22.57 | PB         | 0.204    |
| 6         | 3    | Natalija Pyhyda          | Ukraina   | 22.95 |            | 0.160    |
| 7         | 8    | Susanthika Jayasinghe    | Sri Lanka | 22.98 |            | 0.245    |
| 8         | 2    | Roxana Díaz              | Kuba      | 23.12 |            | 0.177    |

#### Semifinal 2
20 augusti 2008 - 22:04 Vind: -0.2 m/s

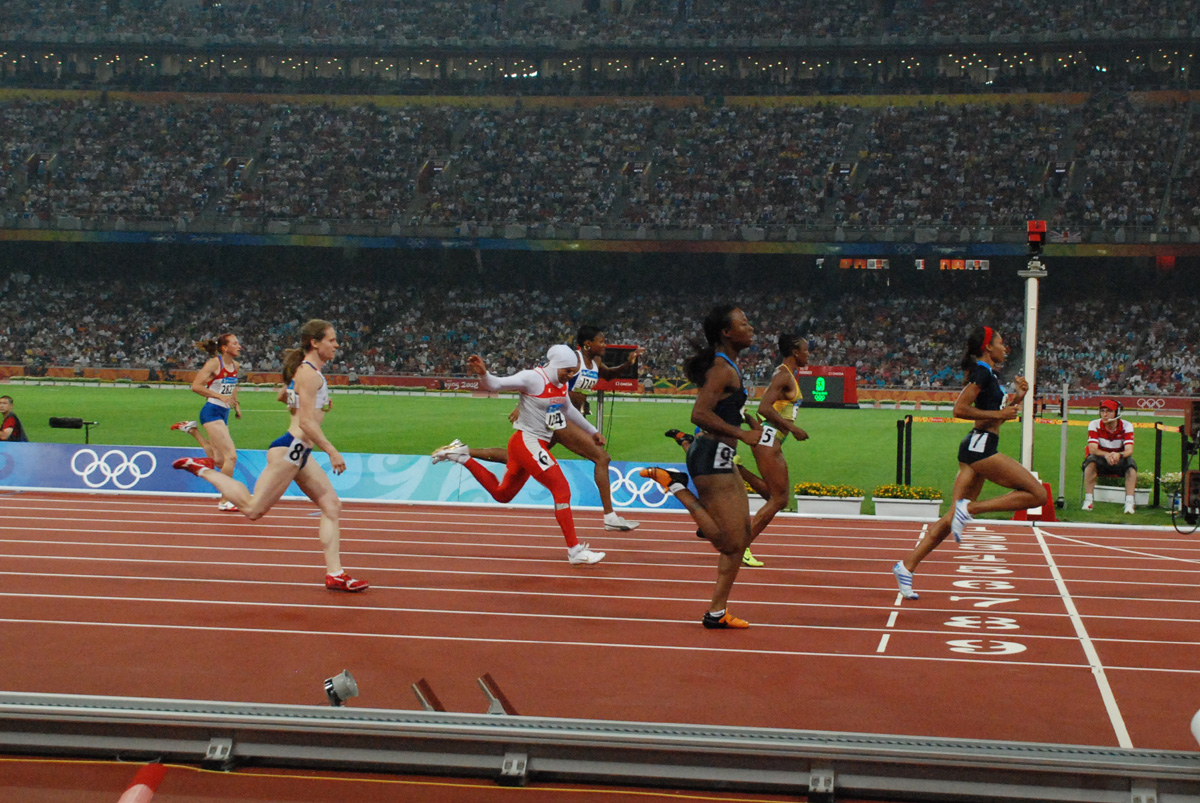
Allyson Felix vinner den andra semifinalen.

| Placering | Bana | Idrottare             | Land           | Tid   | Noteringar | Reaktion |
| --------- | ---- | --------------------- | -------------- | ----- | ---------- | -------- |
| 1         | 7    | Allyson Felix         | USA            | 22,33 | Q          | 0,181    |
| 2         | 9    | Marshevet Hooker      | USA            | 22,50 | Q          | 0,196    |
| 3         | 5    | Sherone Simpson       | Jamaica        | 22,50 | Q          | 0,175    |
| 4         | 3    | Cydonie Mothersill    | Caymanöarna    | 22.61 | Q, SB      | 0.212    |
| 5         | 4    | Muriel Hurtis-Houairi | Frankrike      | 22.71 |            | 0.188    |
| 6         | 6    | Roqaya Al-Gassra      | Bahrain        | 22.72 |            | 0.259    |
| 7         | 8    | Emily Freeman         | Storbritannien | 22.83 |            | 0.201    |
| 8         | 2    | Aleksandra Fedoriva   | Ryssland       | 23.22 |            | 0.202    |

### Final
21 augusti 2008 - Vind: 0,6 m/s
| Placering     | Bana | Namn                     | Land        | Reaktionstid | Tid   | Noteringar |
| ------------- | ---- | ------------------------ | ----------- | ------------ | ----- | ---------- |
| 1             | 4    | Veronica Campbell-Brown  | Jamaica     | 0,172        | 21,74 | PB         |
| 2             | 5    | Allyson Felix            | USA         | 0,193        | 21,93 | SB         |
| 3             | 6    | Kerron Stewart           | Jamaica     | 0,199        | 22,00 |            |
| 4             | 9    | Muna Lee                 | USA         | 0,176        | 22,01 | PB         |
| 5             | 7    | Marshevet Hooker         | USA         | 0,200        | 22,34 | PB         |
| 6             | 8    | Sherone Simpson          | Jamaica     | 0,167        | 22,36 |            |
| 7             | 2    | Debbie Ferguson-McKenzie | Bahamas     | 0,175        | 22,61 |            |
| 8             | 3    | Cydonie Mothersill       | Caymanöarna | 0,206        | 22,68 |            |
| Vind: 0.6 m/s |      |                          |             |              |       |            |